# Kazuno
Kazuno (鹿角市, Kazuno-shi) est une ville située dans la préfecture d'Akita, au Japon.

## Géographie

### Situation
Kazuno est située dans le nord-est de la préfecture d'Akita.

### Démographie
Au 31 mars 2021, la population de la ville de Kazuno était de 29 566 habitants, répartis sur une superficie de 707,52 km2.

### Hydrographie
La ville est traversée par le fleuve Yoneshiro.

## Histoire
La ville de Kazuno a été créée en 1972 de la fusion des anciens bourgs de Hanawa, Towada et Osarizawa et de l'ancien village de Hachimantai.

## Culture locale et patrimoine
- Cercles de pierres d'Oyu
- Dainichidō bugaku

## Transports
La ville est desservie par la ligne Hanawa de la JR East.

## Jumelages
Kazuno est jumelée avec :
- Sopron (Hongrie) depuis 1995
- Liangzhou (Chine) depuis 2000